# Ленинский (Пензенская область)
 Ленинский  — поселок Пензенского района Пензенской области. Входит в состав Богословского сельсовета.

## География
Находится в центральной части Пензенской области на расстоянии приблизительно 5 км по прямой на запад-северо-запад от областного центра города Пенза.

## История
Основан в 1920-х годах. В 1955 году — совхоз «Панкратовский». В 2004 году — 6 хозяйств.

## Население
Численность населения: 97 человек (1926), 79 (1959), 30 (1979), 191 (1989), 7 (1996). Население составляло 15 человек (русские 93 %) в 2002 году, 19 в 2010.